# 胡嘉棟
胡嘉棟（16世紀—17世紀），字吉甫，號隆宇，河南開封府陳州西华县軍籍，明朝政治人物。同进士出身。

## 生平
二月十二日生，治書经。萬曆二十二年甲午科河南鄉試第三十五名舉人，二十三年（1595年）乙未科會試第十二名，廷試三甲第一百四十四名进士，刑部觀政，二十四年二月初授武昌府推官，加意菁莪，出其门下者皆知名士。行取南京吏部主事，三十六年八月擢兵科给事中，管大工，弹劾所及，冢宰为之斂容。三十七年升福建佥事，三十九年京察以浮躁。四十五年補两淮運判，熊廷弼经略辽东，四十八年起用为金復道佥事，天啓元年改遼陽監軍道，为言者所劾。熊廷弼奏嘉棟等无罪，仍復官天津監軍道。会廷弼與中朝士大夫相攻讦，帝御講筵，忽问曰：嘉棟立功赎罪，何在天津？盖左右谮之，以中廷弼也。后孙杰又劾用嘉棟为罪，而廷弼愤甚，遂有封疆门户之疏。廷弼下狱，袁应泰经略辽东，嘉棟仍为監司。辽阳败没，应泰死，嘉棟與高出、韩初命、牛象乾、邢慎言，时称同逃五监军。二年被逮治罪，后罢职为民归乡。居乡多善行，如重建學宫，修社稷坛，筑护城堤以衛负郭田，不受水患，至今赖之。后裔蕴和，字筠圃，处乡党仁让相尚，周恤存心。乾隆四年秋大水围城，粮米断市，和慨然出粮，减价平糴，邑人籍此以举火者甚多，大中丞雅给匾旌之。

## 家族
曾祖胡傅；祖父胡九龄，國子生；父胡沇，寿官。母周氏。具庆下。娶李氏。子向華、拱華。